# Текох
Текох (исп. Tecoh) — город в Мексике, штат Юкатан, административный центр одноимённого муниципалитета. Численность населения, по данным переписи 2010 года, составила 9 134 человека.

## Общие сведения
Название Tecoh c майяйского языка можно перевести как: место оцелотов, пум.